# Hotepi (pap)

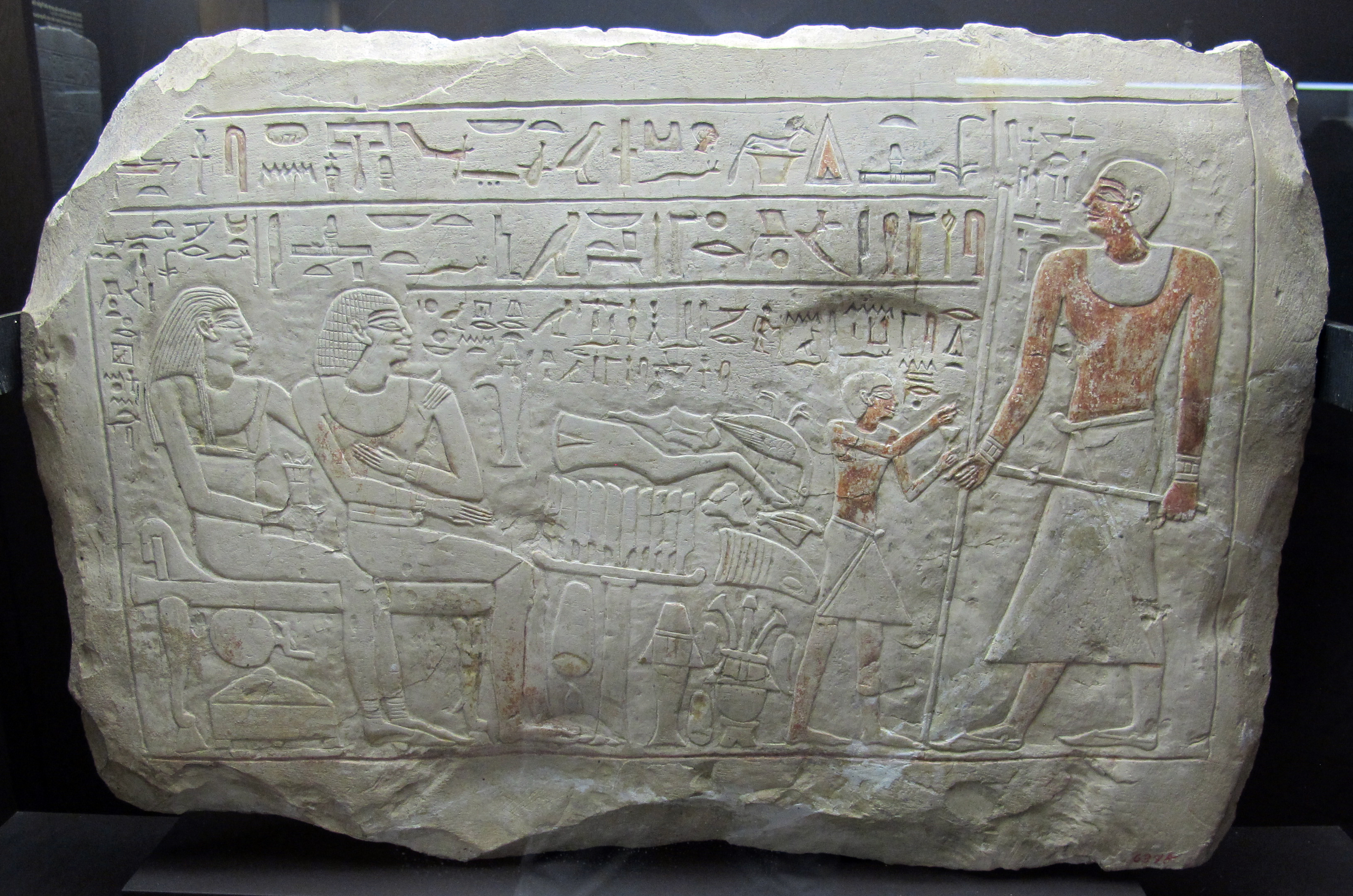
Hotepi sztéléje

Hotepi ókori egyiptomi hivatalnok volt az első átmeneti korban, i. e. 2200–2100 körül. Sztéléjéről ismert, amely ma a Nemzeti Régészeti Múzeumban található. Címei szerint Hotepi „egyetlen barát” és „a papok felügyelője” volt. Más forrásokbóli ismert, hogy a papok helyi felügyelői nemvallásos funkcióval is bírtak, helyi kormányzók lehettek.
A sztélét 1884–1885 körül vásárolta Ernesto Schiaparelli. Eredeti lelőhelye nem ismert, de valószínűleg Nagadából származhat; Henry George Fischer bizonyította, hogy itt Kúsz város temetője volt, tehát Hotepi Kúszban élhetett. A sztélén ábrázolják fiát, Dagit is, aki ugyanazt az elöljárói címet viseli, mint apja, és valószínűleg követte őt hivatalában. A sztélén ábrázolt nő, Anhneszitesz „királyi ékszer” valószínűleg Hotepi felesége.

## Fordítás
- Ez a szócikk részben vagy egészben  a   Hetepi című német Wikipédia-szócikk ezen változatának fordításán alapul.  Az eredeti cikk szerkesztőit annak laptörténete sorolja fel. Ez a jelzés csupán a megfogalmazás eredetét és a szerzői jogokat jelzi, nem szolgál a cikkben szereplő információk forrásmegjelöléseként.
- Ez a szócikk részben vagy egészben  a   Hetepi című angol Wikipédia-szócikk ezen változatának fordításán alapul.  Az eredeti cikk szerkesztőit annak laptörténete sorolja fel. Ez a jelzés csupán a megfogalmazás eredetét és a szerzői jogokat jelzi, nem szolgál a cikkben szereplő információk forrásmegjelöléseként.